# 中国西部航空
西部航空（せいぶ-こうくう）は中華人民共和国重慶市に本拠を置く航空会社。中国西部航空と呼称する場合もある。ハブ空港は重慶江北国際空港。

## 概要
海南航空が中国南西部において航空事業を行う子会社として2004年に設立した。資本金は8,000万元、そのうち35%を雲南祥鵬航空が出資している。2005年10月19日に民航総局から運行許可を得て、2007年6月14日に運航開始している。この航空会社は、U-FLYアライアンスの創設メンバーの1つ。国内主要都市のほか、2016年には初めての国際線としてシンガポールに就航。
（かつては関西国際空港、新千歳空港にも乗り入れていたが、現在は運休中）

## コードデーター
- IATA航空会社コード：PN
- ICAO航空会社コード：CHB
- コールサイン：WEST CHINA

## 保有機材
中国西部航空の機材は以下の航空機で構成される
|                  | 保有数 | 席数 | 備考                               |
| ---------------- | ------ | ---- | ---------------------------------- |
| エアバスA319-100 | 4      | 144  |                                    |
| エアバスA319neo  | 1      | 144  |                                    |
| エアバスA320-200 | 26     | 186  |                                    |
| エアバスA320neo  | 6      | 186  |                                    |
| エアバスA321-200 | 4      | 230  | インタージェットで使われていた機体 |
| エアバスA321neo  | 4      | 107  |                                    |
| 合計             | 45     |      |                                    |

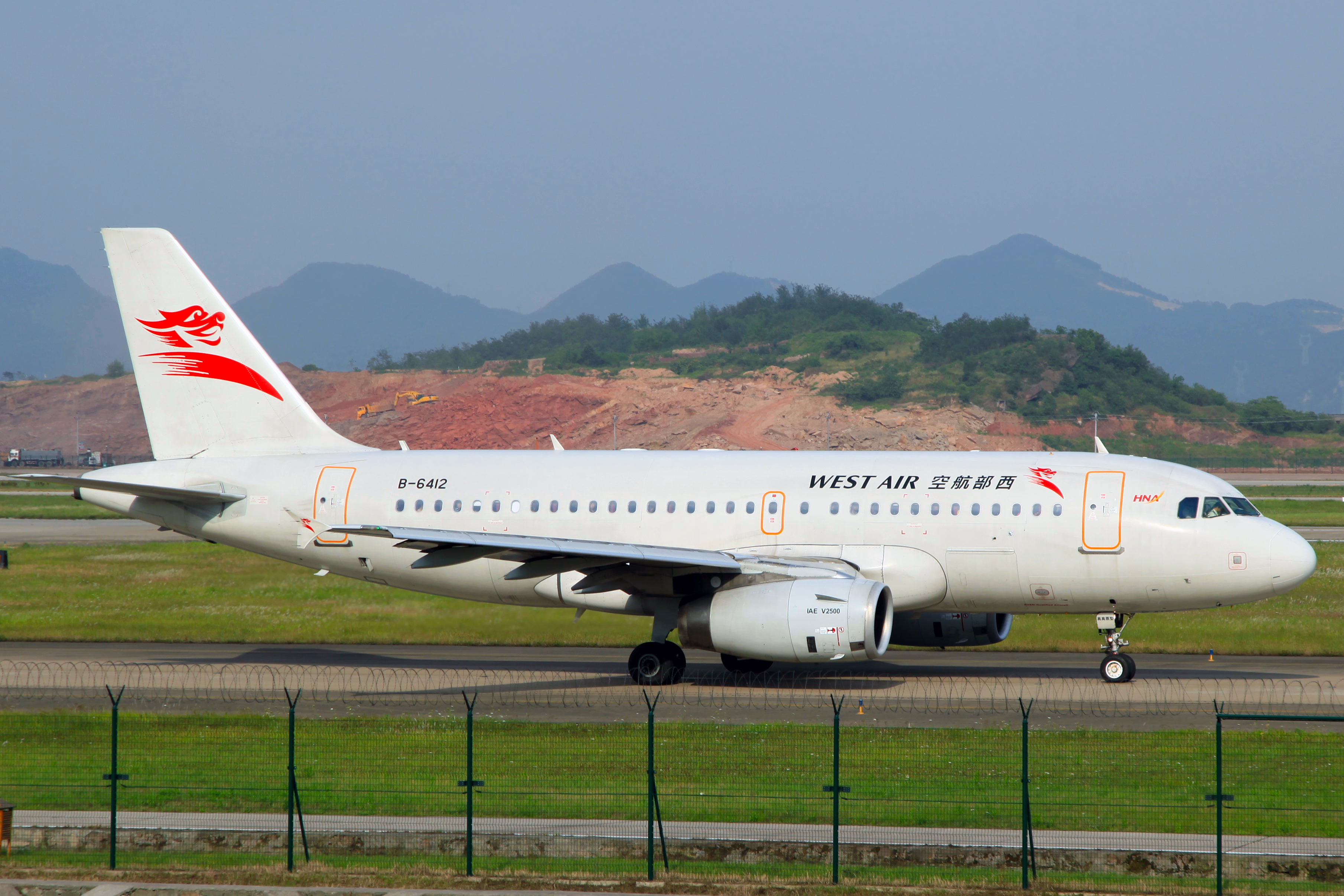
エアバス A319

- なお、創立時にボーイング737-700型機を運用していた。

## サービス
金鵬倶楽部という、姉妹航空会社(キャピタル航空、天津航空、グランドチャイナエア、グランドチャイナエクスプレス、海南航空、香港航空、香港エクスプレス、ラッキーエア)の共通サービスが受けられる。